# 동적 시간 워핑
시간 관련 분석에서 dynamic time warping(DTW), 즉 동적 시간 워핑은 얼추 비슷한 두개의 다른 속도의 시간축의 파장의 유사성을 측정하는 알고리즘이다. 예를 들어 보행의 유사성같은 것들또한 DTW를 통해 검출 될 수 있다.
DTW는 그래픽, 오디오,비디오 등에서 많이 사용되어왔다. 가장 유명한 응용사례로는 자동 음성 인식기능이 있다.
일반적으로 DTW는 2개의 주어진 시퀀스 사이의 최적 매칭을 계산하는 방법이다. 이러한 시퀀스들은 시간 차원에서 비선형적으로 워프되어 유사성을 판별한다. 이러한 시퀀스 정렬법은 시간 계열 분류에도 사용되곤한다.
두 시퀀스 사이의 유사성을 측정하기 위해서 warping path 라는 것이 만들어졌는데, 이 경로를 따르는 워핑으로 시간을 나열한다. 오리지널 X와 오리지널 Y로 시작하는 이 신호는 warped X와 오리지널 Y로 되게 될 것이다.
그리하여 두 개의 시퀀스를 싱크로를 맞춘다.

## 같이 보기
- 서열 정렬
- 다중서열정렬